# 寿圣寺塔 (合阳)
寿圣寺塔位于陕西省渭南市合阳县百良镇百良中学内，又称百良塔，1957年被列为第二批陕西省文物保护单位，2006年被列为第七批全国重点文物保护单位。
寿圣寺塔为密檐式砖塔，平面呈方形，底层边长5.3米，共十三层，塔刹残破，残高约32米。塔身实心，底层南面设砖券圆龛，北面有清康熙二年（1664年）《重修寿圣寺浮图记》碑。塔身一至五层檐下均用砖雕仿木斗栱和普柏枋。